# Hypomicrogaster imitator
Hypomicrogaster imitator är en stekelart som först beskrevs av William Harris Ashmead 1900.  Hypomicrogaster imitator ingår i släktet Hypomicrogaster och familjen bracksteklar. Inga underarter finns listade i Catalogue of Life.